# صمويل فوكس
صمويل فوكس (17 يونيو 1815 - 25 فبراير 1887) مخترع الشمسية، رجل أعمال وصناعة بريطاني ولد في برادويل، دربيشاير [الإنجليزية] وهو واحد من عشرة أبناء ووالده هو وليام فوكس مخترع مكوك الحائك.